# Adjala-Tosorontio
Adjala-Tosorontio es un municipio canadiense situado en la provincia de Ontario.

## Superficie
Adjala-Tosorontio tiene una superficie de 371,53 km².

## Demografía
En 2021, tenía 10 989 habitantes, una densidad poblacional de 29,6 hab./km², y 3995 viviendas.